# Confederação Sul-Americana de Voleibol
A Confederação Sul-Americana de Voleibol (em espanhol: Confederación Sudamericana de Voleibol), também conhecida pelo acrônimo CSV,  é uma associação sem fins lucrativos que regula o esporte do voleibol na América do Sul, responsável pelo controle, promoção e organização de competições internacionais, cursos, conferências e outras atividades de caráter educativo. A CSV é afiliada à Federação Internacional de Voleibol (FIVB) e tem como presidente, desde 2021, o brasileiro Marco Tullio Teixeira.

## Objetivos
- Favorecer o incremento da prática do voleibol no Continente Sul-Americano;[1]
- Organizar e supervisionar a prática do voleibol no Continente Sul-Americano, almejando o nível técnico mais elevado;[1]
- Promover o respeito mútuo nas relações de suas Federações Nacionais coordenando e arbitrando, se necessário, nas disputas que poderem existir;[1]
- Difundir as "Regras Oficiais do Voleibol", unificando a sua interpretação e velando para que as mesmas sejam respeitadas;[1]
- Regular as transferências de jogadores entre as Federações Nacionais associadas à CSV e fazer cumpri as normas estabelecidas pela FIVB;[1]
- Proporcionar a organização de cursos e seminários destinados ao aperfeiçoamento técnico e da arbitragem;[1]
- Publicar um Boletim Oficial para a difusão das atividades da CSV;[1]
- Representar e defender, ao lado das autoridades desportivas e públicas, os interesses do voleibol sul-americano.[1]

## História

### Criação da CSV
Nos anos 40, quando o voleibol já se encontrava difundido na América do Sul, surgiu a ideia de criar-se uma organização continental com o objetivo de impulsionar a disciplina dentro dos parâmetros de um esporte organizado. Há dois eventos que demonstram essas preocupações e, de alguma forma, criam divergências sobre a data e o local de fundação da Confederação Sul-Americana de Voleibol. A esse respeito, alguns argumentam que ocorre em 12 de fevereiro de 1946, na cidade de Buenos Aires, enquanto outros argumentam que foi no Rio de Janeiro em 3 de julho do mesmo ano.
A primeira versão é fruto do encontro realizado na capital argentina, com a presença de Celio Negreiros de Barros em nome da Confederação Brasileira de Desportos e da Federação Uruguaia de Voleibol, Enrique Romero Brest, presidente da Federação Argentina de Voleibol e Juan Carlos Palacios, presidente da Confederação Argentina de Esportes e do Comitê Olímpico Argentino, para organizar a criação do corpo diretivo do voleibol sul-americano. A segunda versão baseia-se na reunião dos representantes das Federações Sul-Americanas, os mesmos que se reuniram no que seria o seu primeiro Congresso, tendi sido eleito, no Rio de Janeiro, o Celio Negreiros de Barros como o primeiro Presidente da CSV.

### O desenvolvimento do voleibol na América do Sul
No campo esportivo, a América do Sul iniciou as suas atividades competitivas em 1951 através da programação do Campeonato Sul-americano adulto que, com o passar dos primeiros anos, serviria para mostrar a supremacia do Brasil. Anos mais tarde, aparecem outras seleções, como o sexteto feminino Peru e o masculino da Argentina.
Em 1972, no Rio de Janeiro, disputou-se o I Campeonato de Juniores, e em 1978, a CSV tornou-se a primeira confederação continental a realizar uma competição infanto-juvenil; decisão que, ao longo do tempo, demonstrou que este esporte não é apenas uma disciplina bem sucedida dentro da América do Sul, mas especialmente fora das nossas fronteiras, onde ganharam importantes conquistas nos Jogos Pan-Americanos, Mundial e eventos olímpicos.
Neste contexto, a atividade de Vôlei de Praia merece destaque pelas contribuições dos sul-americanos no cenário mundial desde a introdução dessa disciplinas praias de Copacabana, um dos esportes ao ar livre que hoje desfruta mais popular e atraente.

### Os Presidentes da CSV
A Confederação Sul-Americana de Voleibol, em seus mais de 50 anos, teve 9 presidentes. O primeiro deles, foi o brasileiro Celio Negreiros de Barros (1946 - 1958), que seria substituído pelo seu compatriota Antonio Jaber (1958 - 1961).
Em 1961, o peruano José Pezet Miró Quesada foi encarregado por um período de três anos, que foi posteriormente substituído pelo uruguaio Luis Mateo Fernández (1964 - 1973). Em 1973 a presidência recai sobre o colombiano Boris Rodríguez (1973 - 1977), que dá espaço para o venezuelano José Antonio Bermúdez presidir entre 1977 - 1981.
Depois disso, o argentino Ricardo Russomando assumiu a presidência até 1993, quando foi substituído pelo peruano Luis Moreno Gonzales até 2003, ano em que o brasileiro Ary Graça toma, deixando o cargo em 2012. O atual presidente é o colombiano Rafael Lloreda Currea.

## Federações afiliadas
As seguidas federações nacionais são afiliadas à CSV:
- (1) Ranking atualizado em fevereiro de 2020
- (2) Ranking atualizado em fevereiro de 2020
- (3) Ranking atualizado em janeiro de 2019
- (4) Ranking atualizado em janeiro de 2019
- (5) Ranking atualizado em janeiro de 2019
- (6) Ranking atualizado em janeiro de 2019
- (7) Ranking atualizado em janeiro de 2019
- (8) Ranking atualizado em janeiro de 2019

## Hallda Fama do Voleibol
Os seguintes sul-americanos entraram para o Hall da Fama do Voleibol:

### Atletas Masculinos
- Bernard Rajzman (introduzido em 2005)
- Hugo Conte (introduzido em 2011)
- Maurício Lima (introduzido em 2012)
- Nalbert Bitencourt (introduzido em 2014)
- Renan Dal Zotto (introduzido em 2015)
- Emanuel Rego (introduzido em 2016)
- José Loiola (introduzido em 2017)
- Giba (introduzido em 2018)

### Atletas Femininas
- Cecilia Tait (introduzida em 2005)
- Jackie Silva (introduzida em 2006)
- Ana Moser (introduzida em 2009)
- Shelda Bede (introduzida em 2010)
- Adriana Behar (introduzida em 2010)
- Gabriela Pérez del Solar (introduzida em 2010)
- Sandra Pires (introduzida em 2014)
- Fofão (introduzida em 2015)

### Treinadores
- Julio Velasco (introduzido em 2011)
- Bebeto de Freitas (introduzido em 2015)

### Líderes
- Carlos Arthur Nuzman (introduzido em 2007)

## Times
Nas últimas décadas, a única federação nacional sul-americana que vem obtendo resultados expressivos em nível mundial é a do Brasil, que mantém desde o final dos anos 70 um intenso e eficiente programa de incentivo à prática e ao desenvolvimento do voleibol, tanto no caso masculino como no feminino.
Com uma medalha de bronze nos Jogos Olímpicos de Seul, a Argentina possui tradição no voleibol masculino, apresentando-se como a segunda força no cenário masculino. A Venezuela, que durante muito tempo disputou o status de segunda força sul-americana entre os homens, tem enfrentado problemas internos, dando oportunidade para os novatos da Colômbia e do Chile.
Medalha de prata nas Olimpíadas de 1988, o Peru tinha nos anos 80 o time mais forte de voleibol feminino do continente. Após a aposentadoria das grandes atletas que integravam aquela geração, tais como Natalia Málaga, Rosa García e Gabriela Pérez del Solar, a equipe perdeu boa parte de sua potência de jogo, e permanece nos dias de hoje sem condições efetivas de tomar parte satisfatoriamente em competições internacionais. Atualmente, disputa com a Argentina e a Colômbia o status de segunda força da América do Sul.

## Campeonatos

### Campeonato Sul-Americano
A Confederação Sul-Americana de Voleibol organiza a cada dois anos campeonatos para várias categorias, entre elas: adultos (masculino e feminino), sub-21 e sub-19 (masculino e feminino). O Brasil é o país com maior êxito em todas as categorias, o Peru destaca-se nas categorias femininas, Argentina e Venezuela nas masculinas. 
Os campeonatos adultos, dependendo do ano, podem garantir ao campeão uma vaga na Copa dos Campeões de Voleibol ou aos finalistas duas vagas na Copa do Mundo de Voleibol. Os campeonatos das categorias de base: sub-21, sub-20, sub-19 e sub-18 garantem atualmente três vagas nos respectivos campeonatos mundiais. No ano de 2011 ocorreu a criação de dois novos campeonatos de categoria de base: sub-16 e sub-15, masculino e feminino respectivamente.

#### Quadro geral histórico
| Ordem | País      | Medalha de ouro | Medalha de prata | Medalha de bronze | Total |
| ----- | --------- | --------------- | ---------------- | ----------------- | ----- |
| 1     | Brasil    | 134             | 31               | 1                 | 166   |
| 2     | Peru      | 21              | 32               | 28                | 81    |
| 3     | Argentina | 17              | 76               | 46                | 139   |
| 4     | Venezuela | 1               | 20               | 42                | 63    |
| 5     | Chile     | 1               | 1                | 24                | 26    |
| 6     | Uruguai   | 0               | 5                | 7                 | 12    |
| 7     | Colômbia  | 0               | 4                | 19                | 23    |
| 8     | Paraguai  | 0               | 4                | 6                 | 10    |
| 9     | Bolívia   | 0               | 1                | 1                 | 2     |

Campeonato Sul-Americano de Clubes
Campeonato Sul-Americano de Clubes de Voleibol Feminino.
Campeonato Sul-Americano de Clubes de Voleibol Masculino.

### Copas Pan-Americana
Além dos campeonatos organizados na América do Sul, a CSV, em parceria com a NORCECA, organiza a cada ano competições a fim de promover a chamada União Pan-Americana. 
O intuito principal é desenvolver o voleibol em todo o continente, e incentivar os países que possuem dificuldade em investir nas suas seleções. As Copas Pan-Americana são realizadas anualmente e são de grande importância para as seleções que desejam se projetar mundialmente futuramente.

#### Quadro Geral Histórico
| Ordem | País                 | Medalha de ouro | Medalha de prata | Medalha de bronze | Total |
| ----- | -------------------- | --------------- | ---------------- | ----------------- | ----- |
| 1     | Estados Unidos       | 17              | 5                | 6                 | 28    |
| 2     | Cuba                 | 13              | 4                | 11                | 28    |
| 3     | Brasil               | 11              | 6                | 1                 | 18    |
| 4     | República Dominicana | 10              | 15               | 13                | 38    |
| 5     | Argentina            | 5               | 10               | 6                 | 21    |
| 6     | México               | 3               | 7                | 3                 | 13    |
| 7     | Peru                 | 2               | 2                | 1                 | 5     |
| 8     | Colômbia             | 1               | 2                | 2                 | 5     |
| 9     | Venezuela            | 1               | 0                | 1                 | 2     |
| 10    | Porto Rico           | 0               | 6                | 7                 | 13    |
| 11    | Canadá               | 0               | 5                | 8                 | 13    |
| 12    | Chile                | 0               | 1                | 3                 | 4     |
| 13    | Guatemala            | 0               | 0                | 1                 | 1     |